# Карте на столу
Карте на столу је детективски роман британске списатељице Агате Кристи који је 2. новембра 1936. први пут објавила у Великој Британији издавачка кућа "Collins Crime Club", а следеће године у САД -у издавачка кућа "Dodd, Mead and Company". Британско издање се продавало по цени од седам шилинга и шест пенија, а америчко издање по цени од 2 долара.
У књизи се појављују ликови Херкул Поаро, Пуковник Рејс, надзорник Бетл и списатељица крими-романа Аријадна Оливер која се први пут појављује у неком роману о Поароу. Четворо детектива и четворо могућих осумњичених играју бриџ након вечере са господином Шејтаном. На крају вечери, господин Шејтана је откривен убијен. Откривање убице, према списатељици, у потпуности зависи од увиђања психологије осумњичених.
Овај роман је био добро прихваћен у првом штампању и у каснијим рецензијама. Био је познат по свом хумору, суптилности писања, добром разумевању и тесном писању, показујући стално побољшање ауторовог стила писања у овом њеном двадесетом роману. Један каснији рецензент сматрао је роман за врховни, а други је сматрао да је најизворнији са сјајним изненађујућим завршетком.

## Радња
Случајно се сревши на уметничкој изложби, раскошни сакупљач господин Шејтана прича Херкулу Поароу о својој личној збирци везаној за злочин и позива га на вечеру да је погледа. Ругајући се замисли прикупљања пуких артефаката, Шејтана објашњава да сакупља само најбоље примерке: злочинце који су избегли лице правде.
Још троје професионалаца у злочину и Поароови сарадници су гости: пуковник Тајне службе Рејс списатељица загонетки госпођа Аријадна Оливер и надзорник Скотланд јарда Бетл. Ту су и четири особе за које Шејтана верује да су убице: др. Робертс, госпођа Лоример, Ен Мередит и мајор Деспард. Шејтана исмејава своје осумњичене опаскама за које свако разуме да се односе само на њега или њу.
Гости се повлаче да би играли бриџ, професионалци из области злочина играју у једној просторији док други играју у другој просторији у којој се Шејтана опушта поред ватре. Како се забава приводила крају, откривено је да је Шејтана мртав - убоден у груди стилетом из своје збирке. Нико од осумњичених не може се искључити јер су сви напустили своја места за столом током вечери. Предводећи полицијску истрагу, надзорник Бетл пристаје да стави своје „карте на сто“ и да дозволи другим професионалцима да се сами распитују. Поаро се усредоточује на психологију убице.
Истражитељи истражују прошлост осумњичених: супруг једне од болесница доктора Робертса умро је од антракса убрзо након што је оптужио лекара за недолично понашање. Причало се да је ботаничар кога је Деспард водио кроз Амазонију убијен. Енина цимерка Рода Дос у поверењу говори госпођи Оливер о догађају који је Ен прикривала када је старија жена којој је Ен била дружбеница умрла након што је грешком попила отров уместо сока од смокви. Муж госпође Лоример умро је двадесет година раније иако се о томе мало зна.
Госпођа Лоример тражи од Поароа да је посети и говори му да јој је управо дијагностикована неизлечива болест и жели да призна да је убила и свог супруга и Шејтану. Поаро одбија да верује да је психолошки способна за спонтано убиство и мисли да она штити Ен. Госпођа Лоример невољно открива да је заиста видела Ен како је починила злочин, али осећа саосећање према младој девојци која тек почиње живот. Следећег дана, свако од осталих осумњичених прима у јутарњој пошти признање и поруку о самоубиству. Бетл обавештава Поароа телефоном да је, иако је неколико људи појурило у њену кућу, било прекасно и да је умрла од прекомерне количине лека. Поаро је поново сумњичав јер зна да ју је Ен посетила претходне ноћи и открива да госпођа Лоример није могла да пошаље писма.
Схвативши да је Родин живот у опасности (она је једина особа која би могла да изда Ен), Поаро, Бетл и Деспард журе до Родине викендице и стижу баш када Ен - напољу на реци - покушава да је утопи. међутим, сама се Ен утопила док је Деспард спасио Роду.
Поаро објашњава своја открића. Иако је Деспард заиста убио ботаничара, то није било убиство већ несрећа. Ен је отровала своју послодавку тако што је заменила две бочице како би сакрила свој ситан лоповлук. Иако је госпођа Лоример мислила да је видела Ен како убија Шејтану, Ен се заправо само нагнула да га додирне схвативши да је већ мртав.
Поаро објашњава да је само једна особа била психолошки способна да изведе убод у тренутку, а то је др. Робертс. Верујући да је Шејтана хтео да га раскринка као убицу антраксом, Робертс је брзо искористио своју прилику. Прикрио је трагове кривотворећи писма госпође Лоример и убијајући је инекцијом када је следећег јутра први пут дошао у њену кућу. Иако се Робертс у почетку бунио, био је приморан да призна када је Поаро открио изненада очевица, чистача прозора. Након што су Робертса одвели, Рода примећује невероватну срећу што је чистач прозора било тамо у тренутку убиства инекцијом. Поаро одговара да то уопште није била срећа и упознаје их са глумцем чије је присуство подстакло Робертсово признање.
Пошто је убиство решено, Деспард се жени Родом.

## Ликови
- Херкул Поаро - белгијски приватни детектив. Гост на Шејтаниној вечери.
- Аријадна Оливер - списатељица крими романа и Поароова пријатељица. Гошћа на Шејтаниној вечери.
- Надзорник Бетл - Врхунски детектив из Скотланд јарда који воли да пројектује професионалну слику храбрости са дрвеним изразом. Гост на Шејтаниној вечери.
- Пуковник Рејс - агент Тајне службе. Гост на Шејтаниној вечери.
- Наредник О’Конор - Згодан и висок полицијски наредник. Познат по томе што је од жена добијао чињенице за полицијске истраге, што му је донело надимак "Слушкињин благослов".
- Господин Шејтана - Прва жртва случаја. Богат, али тајанствени човек познат као сакупљач ретких предмета. Одушевљен је злочином, првенствено усредсређен на убиства и људе који их чине. На индијском, његово презиме значи "злочести" (примећено је да превод алудира на ђавола јер је сродник Сотоне).
- Др. Џефри Робертс - Убица. Успешан лекар, бистар, али показује знаке старости. Он је гост на Шејтаниној јер је можда убио једног од својих болесника. Натеран да убије свог домаћина како би га спречио да разоткрије његове злочине.
- Госпођа Лоример - Друга жртва случаја. Удовица и стручњакиња за бриџ. Она је гошћа на Шејтаниној вечери јер је можда убила свог супруга.
- Мајор Џон Деспард - истраживач и спортски ловац. Он је гост на Шејтаниној вечери јер је можда убио некога на експедицији у лову.
- Ен Мередит - Млада жена, раније дружбеница неколико старијих жена. Гошћа на Шејтаниној вечери јер је можда убила једну од њених послодавки. Умире од утапања током случаја.
- Рода Дос - Енина богата пријатељица и цимерка. Живахна, непосредна и пристојна млада жена.
- Госпођа Лаксмор - Удовица чији је муж умро под сумњивим околностима током експедиције.
- Госпођица Бурџес - Одална тајница др. Робертса.
- Елси Бат - Бивша собарица госпође Кредок, болеснице др. Робертса до њене смрти због болести у иностранству.

## Предговор ауторке
Роман садржи предговор ауторке у којем објашњава да роман има само четири осумњичена лица и да би, с обзиром на то да је било ко од њих, с обзиром на праве околности, могао починити злочин, решење мора бити "потпуно психолошко". Она напомиње да књига није ништа мање занимљива по томе што је "кад је све речено и учињено, ум убице од највећег занимања".

## Књижевни значај и пријем
У свом прегледу за часопис Књижевни додатак (14. новембар 1936) Калдвел Харпур је изјавио да "су резултати Поароа опет двосмислени, а чини се да је двадесети роман ауторка је један од оних са мање ликова у себи. Ово је ауторкин тридесет и други детективски роман. Она на неколико забавних страница описује потешкоће свог заната. Свакако би госпођа Кристи требало да их познаје, али наставља тако добро да их савладава да се може надати још једном броју романа."
За часопис Њујоршки књижевни преглед (28. фебруар 1937), Ајзак Андерсон је закључио: "Прича је генијална, али остају још један или два краја када се објашњење заврши. Карте на столу нису сасвим дорасле најбољем делу Агате Кристи."
У издању часописа Посматрач од 15. новембра 1936. године, у одељку за ревизију под називом Врхунско од Поароа, "Торквејмада" (Едвард Повис Метерс) је написао: "Нисам био једини који је мислио да је Поаро или његов творац мало искочио из шина у роману Убиство у Месопотамији, што значи да ће се други осим мене обрадовати сјајном повратку госпође Кристи у роману Карте на столу. Ова ауторка, за разлику од многих који су постигли славу и успех због сасвим других квалитета осим књижевних, учила је да се побољша у свакој грани писања у свакој од својих детективских прича. Исход је да у њеној најновијој књизи запажамо квалитете хумора, композиције и суптилности за које би мислили да су изван досега писца романа Тајанствени догађај у Стајлсу. Наравно, дар за замршеност с којим је рођена Агата Кристи остаје и никада није виђен у бољој предности него у овом блиском, одвраћајућем и углавном аналитичком проблему. Роман Карте на столу је можда најсавршенији од малих сивих ћелија."
Часопис Шкот (19. новембра 1936) је написао: "Било је време да господин Херкул Поаро размишља о одласку у пензију како би се посветио узгоју тиквица. Срећом, претња никада није извршена и у најновијем роману госпође Кристи мали белгијски детектив је заиста у врло доброј форми. Заплет је једноставан, али сјајан." Рецензија је закључена речима: "Госпођа Оливер, списатељица, једна је од најзабавнијих творевина госпође Кристи.
Е. Р. Паншон из часописа Чувар прегледао је роман у издању од 20. новембра 1936. године, када је почео, "Чак и у причи о злочину и загонетки хумор је често од велике вредности." Затим је рекао: "С тим у вези ... Агата Кристи поново показује ... узор детективских прича. Постоје дивни одломци када Поаро забринуто упоређује друге бркове са својим и глади их руком јер су његове усне приморане да изговоре речи „погрешио сам“ на које није навикао када је позната списатељица госпођа Оливер говорила о уметности и занату фикције. Али све то никада није замаглило главну тему док је Поаро постепено откривао загонетку ко је од четири играчи су убио њиховог домаћина." Закључио је: "Поаро је углавном пажљивим проучавањем партитуре успео да дође до истине, а госпођа Кристи се побринула за то дајући читаоцима изненађење за изненађењем.
Роберт Барнард: "На самој највишој лествици. Посебне могућности за љубитеље бриџа, али и других игара. Изврсна чврста конструкција и изврсни трагови. Читаће се све док се даме тврдоглавог лица окупљају на картама."
Чарлс Озборн: "Роман Карте на столу један је од најбољих и најизворнијих дела криминалистичке фантастике Агате Кристи иако је убица, како је ауторка обећала, неко од четворо бриџиста, а крај је позитивно сјајан и потпуно изненађење."

## Помињања и алудирања

### Помињање других дела
- У другом поглављу, Ен Мередит је знала за Поароа због књиге Убиства по абецеди када му се представљала.
- У другом поглављу, Ен Мередит говори Поароу да познаје Аријадну Оливер због њене књиге Тело у библиотеци, која је била наслов књиге коју је касније написала Агата Кристи и објавила 1942. године.
- У осмом поглављу, Херкул Поаро помиње две књиге Аријадне Оливер, Лотусно убиство и Траг воска, чије су се радње вртеле око жртава које су планирале злочин који се догодио, а у задњи час "трећа особа особа долази и претвара све у стварност". Овај образац се већ појавио у књизи Убиство на терену за голф
- У 15. поглављу мајор Деспард пита Поароа да ли је икада направио грешку. Поаро одговара да је последњи пут то било пре 28 година, вероватно се позивајући на причу Бомбоњера из збирке прича Поароови рани случајеви.
- У 23. поглављу Поаро нуди Роди Дос да покаже нож који му је дала Compagnie Internationale des Wagons-Lits. Описујући овај нож, он открива решење књиге Убиство у Оријент експресу: најнеобичнији пример повременог помињања Кристијеве Поароових бивших случајева који су деловали као спојлер.[13]

### Помињање у другим делима
- У књизи Убиства по абецеди, Поаро помиње Хејстингсу своје виђење правог случаја који је основа за роман Карте на столу.
- Мајор Деспард и Рода се као брачни пар поново појављују у књизи Код Белог коња (1961). Мајорово име се из "Џон" у роману Карте на столу претворило у "Хју" у роману Код Белог коња што није први пут да је Кристијева очигледно заборавила име лика.
- Госпођа Аријадна Оливер се раније појавила у једној краткој причи са Паркером Пајном Случај незадовољног војника, а овде се први пут појављује у роману са Херкулом Поароом.
- У роману Смрт на Нилу, Поаро се поново среће са пуковником Рејсом у Вади Халфи, а приповедач помиње њихов први сусрет у роману Карте на столу: "Херкул Поаро је упознао пуковника Рејса годину дана раније у Лондону. Били су гости на веома чудној вечери - вечера која се завршила смрћу тог чудног човека, њиховог домаћина."

## Прилагођавања

### Позориште
Књига је 1981. прилагођена представа, али без Поароа. Премијерно је изведена у лондонском позоришту "Водвил" 9. децембра 1981. са Гордоном Џексоном у улози надзорника Бетла, а у глумачкој екипи били су и Дерек Воринг, Белинда Керол, Мери Там и Патриша Дрискол.

### Телевизија

#### Поаро
ИТВ је роман прилагодио као епизоду серије Поаро у којој су играли Дејвид Сачет као Херкул Поаро и Зои Ванамејкер као Аријадна Оливер и која је емитована у САД на А&Е Нетворк-у у децембру 2005. године и у Великој Британији на ИТВ1 у марту 2006. године. Иако је екранизација коју је написао Ник Дир задржала неке елементе заплета, укључујући методу убиства и ко га је починио, епизода се доста разликује од романа. Измене које су направљене су:
- Пуковника Рејса и надзорника Бетла заменили су нови ликови - пуковник Хјуз и надзорник Вилер. Потоњи је додатно осумњичен за убиство јер је Поаро открио да је имао сумњиву везу са Шејтаном: с њим је био у хомосексуалној вези и дозволио је да се слика у неугодним положајима. Вилер упада у Шејтанину кућу неколико дана касније како би узео слике, али не успева да их пронађе. Његово познавање Шејтанине народности одаје његову везу са жртвом, а касније му је слике вратио Поаро који их је преузео из фотографског студија.
- Утврђено је да је Шејтана биo дрогира таблетама за спавање пре него што је убијен што доводи до уверења да је убиство планирано, а не било нагло. Поаро касније доказује да је то нетачно, откривајући да му је Шејтана на загонетан начин рекао да је наркоман и да је уморан од живота. У чаши коју је држао били су трагови дроге i били су само његови отисци прстију (осим Вилерових) па Поаро истиче да се дрогирао знајући да ће бити убијен како би заспао и тако ништа не осетио.
- Побуда доктора Робертса за убиство је промењена. У екранизацији је укључен у хомосексуалну везу са господином Кредоком, својим уобичајеним ортаком за бриџ. Госпођа Кредок је сазнала шта је урадио, а госпођица Бурџер ју је чула како се свађа са Робертсом око тога и прети је да ће га уцењивати. Онда ју је он убио заражавајући иглу којом ју је цепио за пут у Египат како би наставио своју везу. Поаро га разоткрива блефом да су Вилерове слике доказ његовог убиства госпође Кредок. Осим тога, Робертс чини само два убиства, а не четири. Не убија господина Кредока ни госпођу Лоример у екранизацији.
- Госпођа Лоример нема срчано обољење када је признала Поароу свој злочин убиства мужа, свог другог мужа, са којим је желела да буде и који је био побуда за њено убиство, умро је годину дана након њеног злочина од срчаног удара. Надаље, њена мотивација за заштиту Ен Мередит појачана је у екранизацији јер јој је она ћерка која је побегла након што ју је видела како је убила свог првог мужа и њеног оца
- Рода Дос је блиска школска другарица Ен Мередит, а њих две живе заједно у викендици. Енина послодавка је била Родина тетка коју је Рода убила након што је открила да је њена другарица ухваћена у чину крађе код тетке. Рода је стално подсећала Ен на ову смрт док је живела са њом и покушавала да је одврати од везе са мајором Деспардом. У овој екранизацији Рода је лезбејка која воли Ен. Она на крају покушава да убије своју пријатељицу утапањем, а Деспард стиже на време да спасе Ен, а Рода се утопила након што ју је Ен повукла у воду, а Деспард није успео да је спаси - сасвим супротно од онога што се десило у роману.
- Име др. Робертса промењено је из "Џефри" у "Џон".

#### Мала убиства Агате Кристи
Роман је екранизован као епизода француске телевизијске серије Мала убиства Агате Кристи 2014. године.

### Радио
Роман Карте на столу је прилагодио за ББЦ Радио 4 Мајкл Бејквел, а главне улоге тумачили су Џон Мофат као Херкул Поаро, Доналд Синден као пуковник Џони Рејс и Стефани Кол као Аријадна Оливер.